# Andreas Korbmacher
Andreas Korbmacher (* 12. Januar 1960 in Freiburg im Breisgau) ist ein deutscher Jurist und seit 2022 Präsident des Bundesverwaltungsgerichts.

## Werdegang
Korbmacher, Sohn des Juristen Günter Korbmacher, machte 1978 das Abitur am Lilienthal-Gymnasium in Berlin. 
Nach dem Studium der Rechtswissenschaft und dem Referendariat legte er 1988 das Zweite Juristische Staatsexamen in Berlin ab. Er begann anschließend seine Richterkarriere in Berlin. Hierbei war er zunächst am Landgericht Berlin, dem Amtsgericht Tempelhof-Kreuzberg und dem Verwaltungsgericht Berlin tätig. 1990 promovierte er zum Thema Grundfragen des öffentlichen Heimrechts. 1991 wurde Korbmacher zum Richter am Verwaltungsgericht Berlin ernannt. Von dort wurde er als Wissenschaftlicher Mitarbeiter von September 1997 bis Ende 2002 an den Verfassungsgerichtshof des Landes Berlin und hiernach in die Senatsverwaltung für Justiz abgeordnet, wurde aber im März 2001 zum Vorsitzenden Richter am Verwaltungsgericht Berlin ernannt. Anfang 2003 wurde er Richter am Oberverwaltungsgericht Berlin und im Mai 2005 Vorsitzender Richter am Oberverwaltungsgericht Berlin. Seit dem Zusammenschluss mit dem Oberverwaltungsgericht für das Land Brandenburg war er Vorsitzender Richter am Oberverwaltungsgericht Berlin-Brandenburg. Seit dem 6. November 2008 ist er Richter am Bundesverwaltungsgericht. Er wurde dem mit Straßen- und Wegerecht, Recht der Anlegung von Schienenwegen, Kommunalabgabenrecht und Flurbereinigungsrecht befassten 9. Revisionssenat des Gerichtes zugewiesen. Mit Wirkung zum 23. Mai 2017 wurde Korbmacher zum Vorsitzenden Richter am Bundesverwaltungsgericht ernannt. In dieser Funktion hat er den Vorsitz des 7. Revisionssenats inne, der insbesondere für das Umweltschutzrecht einschließlich des Immissionsschutzrechts, das Abfallrecht, das Atomrecht, das Bergrecht, das Recht des Baus von Wasserstraßen und das Informationsfreiheitsrecht zuständig ist.
Am 22. Mai 2019 wurde Korbmacher zum Vizepräsidenten und am 8. September 2022 zum Präsidenten des Bundesverwaltungsgerichts ernannt.
Neben seiner richterlichen Tätigkeit war er von Mai 2016 bis Juni 2019 einer der Pressesprecher des Bundesverwaltungsgerichts.
Andreas Korbmacher war Mitverfasser von Büchern zum öffentlichen Baurecht des Landes Berlin und ist Mitarbeiter an einer Kommentierung zur Verfassung von Berlin. Er ist seit dem 31. Mai 2007 Honorarprofessor an der Technischen Universität Berlin für Bau- und Planungsrecht.

## Sonstiges
Während seines Studiums wurde Korbmacher 1980 Mitglied der katholischen Studentenverbindung KDStV Borusso-Saxonia Berlin im CV und von 1998 bis 2010 Vorsitzender der Altherrenschaft. Seit 2012 hat er dasselbe Amt bei der KDStV Germania Leipzig im CV inne. Weiterhin ist er Mitglied des Rotary-Clubs und der Gesellschaft Harmonie in Leipzig.

## Werke
- Hansjochen Dürr, Andreas Korbmacher: Baurecht für Berlin. 2. Auflage. Nomos Verlag, Baden-Baden 2001, ISBN 3-7890-7289-3.
- Karsten-Michael Ortloff, Andreas Korbmacher: Das Abstandflächenrecht der Berliner Bauordnung. 3. Auflage. Grundeigentum-Verlag, Berlin 1999, ISBN 3-926773-02-2.